# 姫路駅前バスターミナル

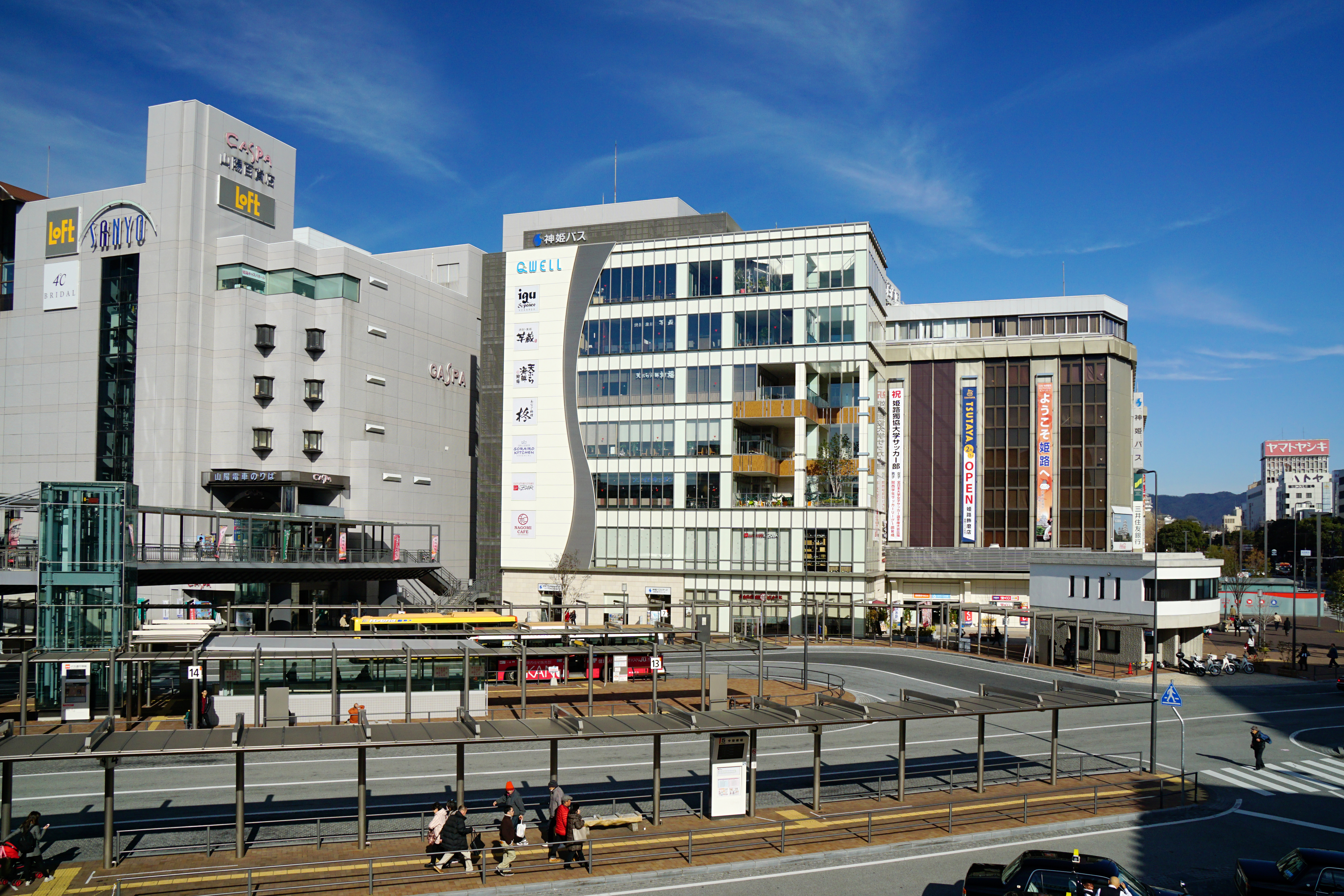
山陽百貨店、キュエル姫路と姫路駅（北口）バスターミナル

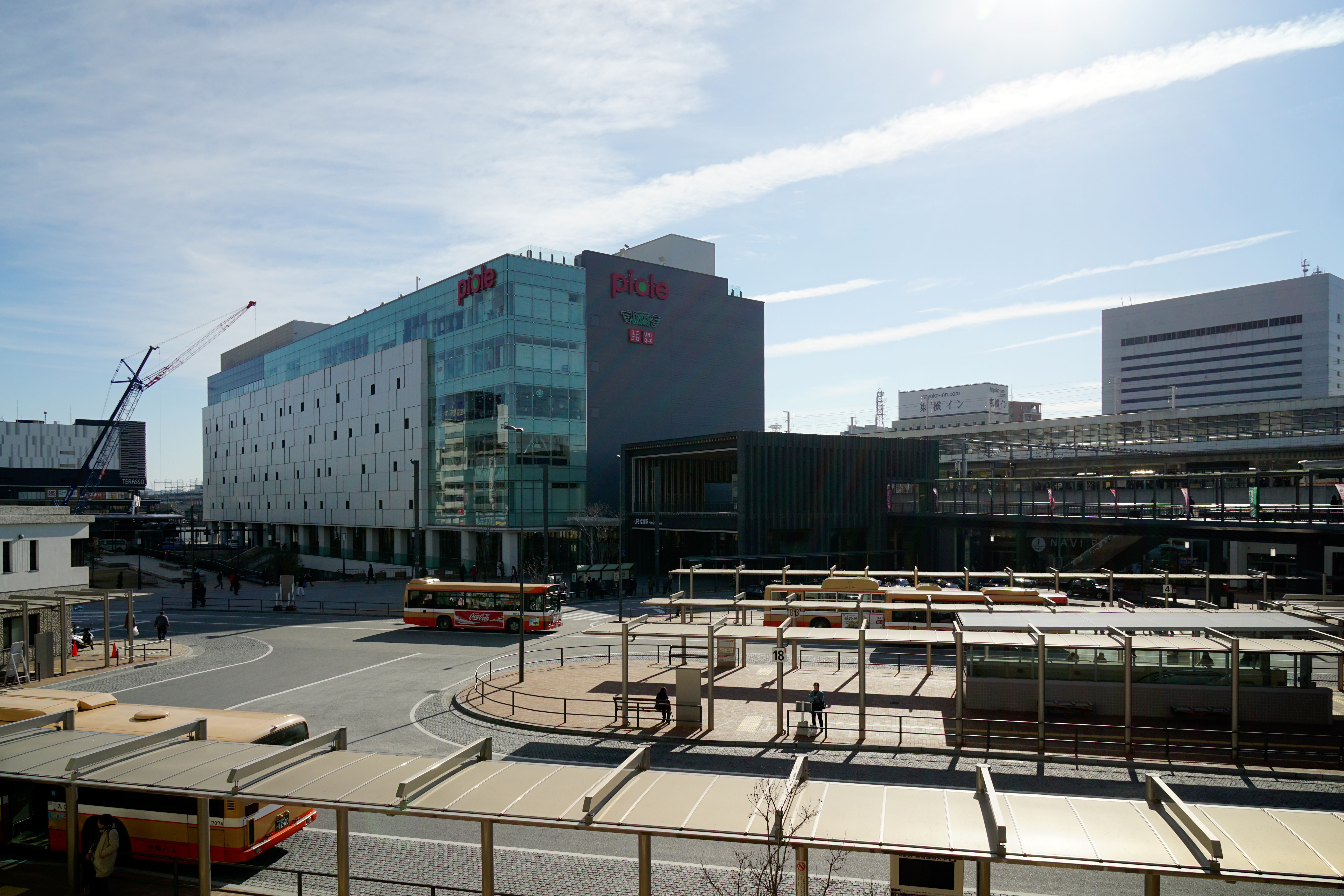
北側から北口バスターミナル、ピオレ姫路、姫路駅を望む

姫路駅前バスターミナル（ひめじえきまえバスターミナル）は、兵庫県姫路市にあるバスターミナルである。姫路駅北口および南口の2か所に位置する。

## 概要
北口バスターミナルは西日本旅客鉄道（JR西日本）姫路駅と山陽姫路駅のちょうど真ん中に位置し、南口バスターミナルは姫路駅南口を出た所に位置する。神姫バスの播磨地区のターミナルであり、神姫バスのバス停の中では最も停車する系統の多い停留所である。
バスの行先表示や運賃表では「姫路駅（北口）」、「姫路駅（南口）」と、車内放送では「姫路駅前」と案内される。
旧北口ターミナルは1956年（昭和31年）10月、山陽百貨店の西別館が竣工した際に出来ている。

## 構造

### 姫路駅（北口）バスターミナル
旧ターミナルは山陽百貨店の1階南部、西別館にあった。北1番のりばとなっており、その中で東のりば・中央のりば・西のりばと３つに分かれ、乗客をある程度分散していた。また、姫路城ループバスは東乗り場、リムジンバスは西乗り場から発着していた。待機場（以下ホーム）は13個あり、二台が縦列駐車出来る用になっていた。また、天井から吊り下げられていた大きな時刻表は幕式で、平日ダイヤ・土曜ダイヤ・日祝ダイヤをくるくると回して変えていた。
ターミナル内には乗車券発売窓口、駅前案内所、ICOCA・PiTaPaチャージ機、ドトールコーヒーなどが入っていた。また、山陽百貨店本館との間には小さな通りが一本挟まっている。
また、バスの系統数が多く、ターミナルだけでは捌き切れないため三井住友銀行前に北2番のりばが、フェスタ前に北3、北6番のりばが、山陽百貨店北に北1西、北3番のりばが、大手前ビル前に北4番のりばが、キャスパ前に北5番のりばがあった。

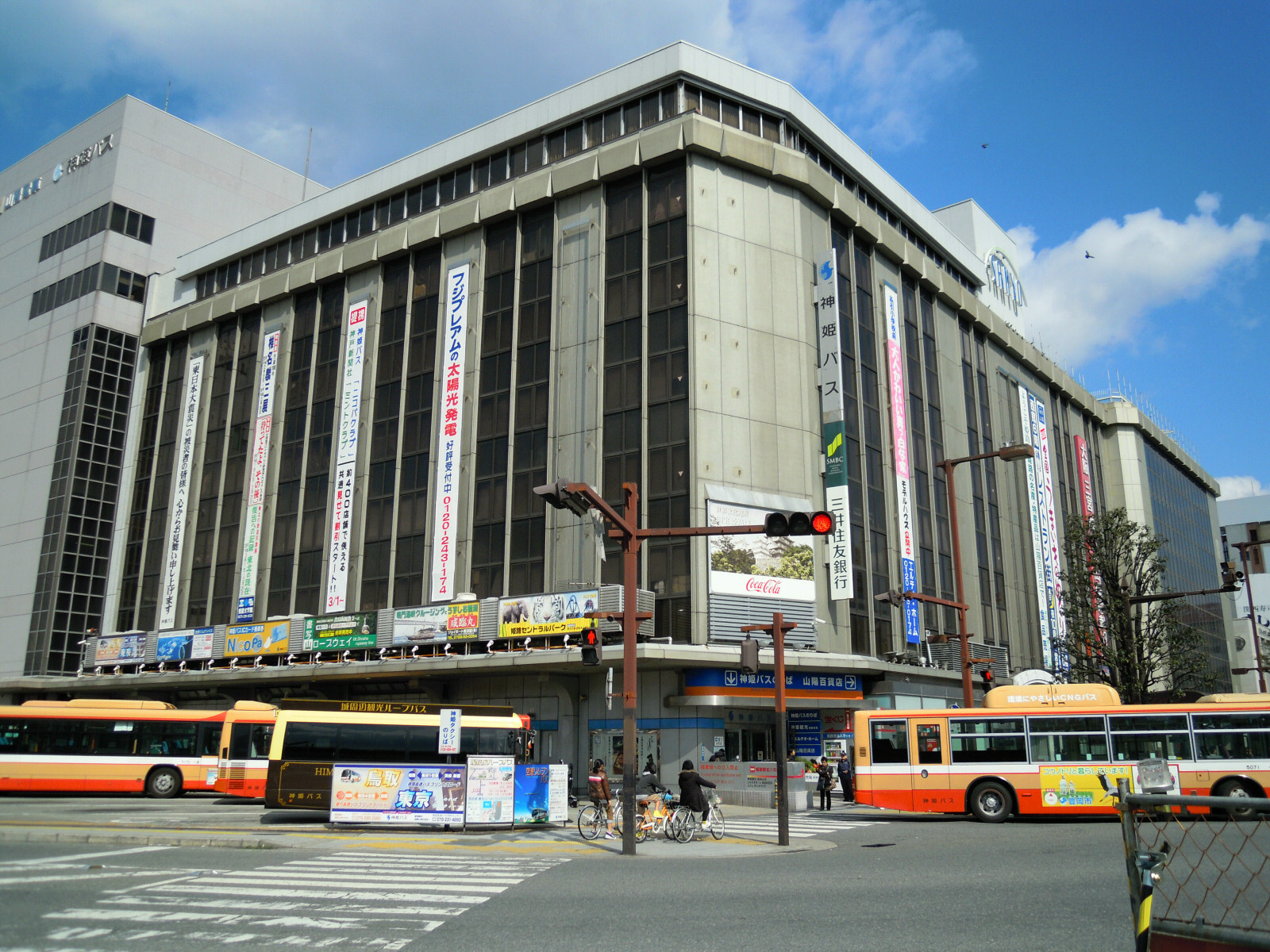
旧バスターミナル
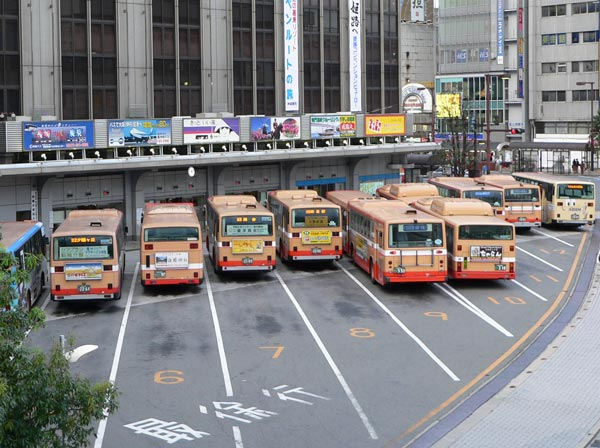
旧バスターミナルホーム

新ターミナルは旧ターミナルのホームを改装して出来た。直接歩道から入れるのりば（1 - 10番のりば）とペデストリアンデッキか地下道を通じてでないと行くことの出来ないアイランドののりば（13番 - 18番のりば）がある。ペデストリアンデッキはピオレ姫路（JR姫路駅）とキャスパ（山陽姫路駅・山陽百貨店）、姫路ターミナルスクエアから通じている。また、エレベーターも階段のある部分に全て付いておりバリアフリー化している。
なお、高速バスは旧バスターミナルの様に路線バスと同じのりばからではなく、ターミナル西側の姫路ターミナルスクエア1階にある11・12番のりばから発着している。
旧ターミナルは待合用の椅子や時刻表、発車標ディスプレイが撤去された程度でターミナル時代の面影が残っている。また、発車標の上にあった回転する広告は現在稼働しておらず一面だけ見えている。旧ターミナルの1番 - 3番ホーム部分にはキュエル姫路という建物が出来た。また、以前ドトールコーヒーだった部分には「きてーな宍粟」が出来るなどいくつかの店舗が入れ替わっている。
2015年1月17日より旧ターミナルの閉鎖に伴い仮ターミナルとなった。1番 - 5番のりば、13番 - 15番のりば、17番のりばが新ターミナルの同番号の位置に、20、21番のりばが旧北3番のりば（山陽百貨店北）の位置に、22、23番のりばが旧北2番のりばの位置に、24番のりばが旧北6番のりばの位置に出来た。4月1日に新ターミナルへと移行されるまではこの状態であった。
新ターミナルは白銀交差点以南がトランジットモール化されたため、ターミナル内のバスの動きは非常にスムーズになっている。
なお、姫路競馬場でレースが行われる際に出る無料送迎バスは当バス停からでは無く、大手前通りのりそな銀行付近にある送迎バスのりばから出ている。

### 姫路駅（南口）バスターミナル
姫路駅南口を出た所に存在する。アイランドの外周に路線バス用の21、22番のりば、高速バスやリムジンバス用の20番のりばがある。内側からはホテル等の送迎バス、観光バスが発着する。

## 沿革
- 1956年（昭和31年）10月：山陽百貨店の西別館の竣工により開業。
- 1962年（昭和37年）6月：山陽百貨店が地下1階、地上6階へと増築。
- 1972年（昭和47年）11月：山陽百貨店の本館が完成。
- 1986年（昭和61年）3月1日：北口ターミナルを全面改装
- 2010年（平成22年）3月27日：姫路市営バスの路線を神姫バスが買収した事に伴い南北ターミナルに乗り入れるのは神姫バスのみとなる。
- 2015年（平成27年）
  - 1月7日：旧北口バスターミナルを閉鎖。
  - 1月8日：仮北口バスターミナルの供用を開始。
  - 1月27日：南口バスターミナル3番のりば待合室に送迎バスが突っ込む事故が発生。その影響で3番のりば待合室が閉鎖された。
  - 3月31日：仮北口バスターミナルを閉鎖。
  - 4月1日：新北口バスターミナルの供用を開始。

## 発着路線

### 姫路駅（北口）バスターミナル[14]
| 系統       | 途中経由地                                           | 行先                             | 備考                                   |              |
| 1番のりば  | 1番のりば                                            | 1番のりば                        | 1番のりば                              | 1番のりば    |
| ---------- | ---------------------------------------------------- | -------------------------------- | -------------------------------------- | ------------ |
| 17         | 西土山・西庄                                         | 姫路商業高校前                   |                                        |              |
| 27         | 土山東口・中地・構                                   | 思案橋                           | 循環系統（思案橋循環）                 |              |
| 27         | 土山東口・中地・構                                   | 姫路港                           |                                        |              |
| 28         | 中地・玉手                                           | 夢前川駅南                       | 平日のみ運行                           |              |
| 94         | 手柄・飾磨天神                                       | 姫路港                           |                                        |              |
| 2番のりば  |                                                      |                                  |                                        |              |
| 1          | 東雲町・琴岡町                                       | 姫路駅（北口）                   | 循環系統（今宿循環）                   |              |
| 1          | 東雲町・琴岡町                                       | 船場元町                         | 循環系統（今宿循環）                   |              |
| 36         | 北今宿・田井                                         | 白鳥台                           |                                        |              |
| 3番のりば  |                                                      |                                  |                                        |              |
| 18         | 日赤病院前・下蒲田北口                               | 高畑南口                         | 循環系統（東蒲田循環）                 |              |
| 18         | 日赤病院前・下蒲田北口・英賀保駅北口                 | 高畑南口                         | 循環系統（東蒲田循環）                 | 平日のみ運行 |
| 30         | 日赤病院前・青山                                     | 才崎橋西詰                       |                                        |              |
| 30         | 日赤病院前・青山・広畑北野町                         | 夢前川駅南                       |                                        |              |
| 30         | 日赤病院前・青山・広畑市民センター前                 | 夢前川駅南                       |                                        |              |
| 30         | 日赤病院前・青山・広畑北野町                         | 日本製鉄                         | 平日のみ運行                           |              |
| 38         | 日赤病院前・青山第二団地前                           | 青山ゴルフ場                     |                                        |              |
| 38         | 日赤病院前・青山第二団地前・鵤                       | 龍野                             |                                        |              |
| 39         | 日赤病院前・宇野津医院前                             | 青山ゴルフ場                     |                                        |              |
| 39         | 日赤病院前・宇野津医院前・鵤                         | 龍野                             |                                        |              |
| 4番のりば  |                                                      |                                  |                                        |              |
| 31         | 日赤病院前・青山・林田                               | 山崎                             |                                        |              |
| 31         | 日赤病院前・青山・林田・山崎インター                 | 山崎                             |                                        |              |
| 32         | 日赤病院前・青山・上伊勢・口佐見・山崎インター       | 山崎                             |                                        |              |
| 33         | 日赤病院前・青山・四辻                               | 山崎                             | 平日のみ運行                           |              |
| 34         | 日赤病院前・青山・四辻                               | グリーンステーション鹿ヶ壺       |                                        |              |
| 35         | 日赤病院前・青山・打越                               | 緑台                             | 平日のみ運行                           |              |
| 35         | 日赤病院前・青山・白鳥台３丁目                       | 緑台                             | 土日祝のみ運行                         |              |
| 37         | 日赤病院前・青山                                     | 太市（桜山公園前）               |                                        |              |
| 40         | 西今宿・日赤病院前                                   | 上手野                           |                                        |              |
| 40         | 日赤病院前・上手野                                   | 書写西住宅                       | 平日のみ運行                           |              |
| 40         | 日赤病院前・上手野・打越                             | 緑台                             | 平日のみ運行                           |              |
| 40         | 日赤病院前・上手野・白鳥台３丁目                     | 緑台                             |                                        |              |
| 40         | 日赤病院前・上手野・四辻                             | 山崎                             | 平日のみ運行                           |              |
| 5番のりば  |                                                      |                                  |                                        |              |
| 26         | 姫路商工会議所前・アクリエひめじ北口                 | 東姫路駅                         |                                        |              |
| 26         | 姫路商工会議所前・アクリエひめじ北口                 | 阿保車庫                         |                                        |              |
| 29         | 姫路商工会議所前・宮西町・市之郷３丁目               | 日出町                           |                                        |              |
| 6番のりば  |                                                      |                                  |                                        |              |
| ループ     | 姫路郵便局前・美術館前・博物館前・好古園前           | 姫路駅（北口）                   | 姫路城ループバス                       |              |
| 直通       | 全バス停通過                                         | 東洋大学姫路高校                 | 東洋大学姫路高校の指定日に運行         |              |
| 7番のりば  |                                                      |                                  |                                        |              |
| 61         | 国立姫路医療センター・野里駅前・南山田・北条営業所   | フラワーセンター駐車場           | 土日祝のみ運行                         |              |
| 61         | 国立姫路医療センター・野里駅前・南山田               | 北条営業所                       |                                        |              |
| 62         | 国立姫路医療センター・野里駅前・大貫                 | 北条営業所                       |                                        |              |
| 64         | 国立姫路医療センター・野里駅前                       | 城見台                           | 循環系統（城見台循環）                 |              |
| 81         | 国立姫路医療センター・仁豊野                         | 江鮒団地                         |                                        |              |
| 81         | 国立姫路医療センター・マリア病院                     | 江鮒団地                         |                                        |              |
| 82         | 国立姫路医療センター・マリア病院                     | 古法華公園                       | 平日のみ運行                           |              |
| 84         | 国立姫路医療センター・マリア病院・香呂               | 福崎駅前                         | 平日のみ運行                           |              |
| 86         | 国立姫路医療センター・仁豊野・江鮒団地・西光寺       | 福崎駅前                         |                                        |              |
| 86         | 国立姫路医療センター・マリア病院・江鮒団地・西光寺   | 福崎駅前                         |                                        |              |
| 88         | 国立姫路医療センター・仁豊野・江鮒団地               | 北条営業所                       |                                        |              |
| 88         | 国立姫路医療センター・マリア病院・江鮒団地           | 北条営業所                       | 平日のみ運行                           |              |
| 8番のりば  |                                                      |                                  |                                        |              |
| 3          | 国立姫路医療センター・自衛隊前                       | 姫路獨協大学                     | 平日のみ運行                           |              |
| 3          | 国立姫路医療センター・自衛隊前                       | 大寿台                           | 平日のみ運行                           |              |
| 3          | 国立姫路医療センター・自衛隊前・大野                 | 大寿台                           |                                        |              |
| 3          | 国立姫路医療センター・自衛隊前・姫路獨協大学         | 大寿台                           |                                        |              |
| 4          | 国立姫路医療センター・白国口                         | 広峰                             |                                        |              |
| 5          | 国立姫路医療センター・白国口                         | 北平野東口                       |                                        |              |
| 5          | 国立姫路医療センター・白国口                         | 姫路獨協大学                     |                                        |              |
| 5          | 国立姫路医療センター・白国口・姫路獨協大学           | 大寿台                           | 平日のみ運行                           |              |
| 直通       | 全バス停通過                                         | 姫路獨協大学                     | 姫路獨協大学の指定日に運行             |              |
| 9番のりば  |                                                      |                                  |                                        |              |
| 11         | 岡町・西高前                                         | 姫路駅（北口）                   | 循環系統（西高循環）                   | 平日のみ運行 |
| 11         | 岡町・西高前                                         | 姫路獨協大学                     | 平日のみ運行                           |              |
| 11         | 岡町・西高前                                         | 大寿台                           | 平日のみ運行                           |              |
| 11         | 岡町・西高前・大野                                   | 大寿台                           |                                        |              |
| 11         | 岡町・西高前・姫路獨協大学                           | 大寿台                           |                                        |              |
| 12         | 岡町・新在家本町６丁目                               | 田寺北口                         |                                        |              |
| 12         | 岡町・新在家本町６丁目                               | 大池台                           |                                        |              |
| 12         | 岡町・新在家本町６丁目                               | 高岡神社前                       |                                        |              |
| 13         | 岡町・下池                                           | 田寺北口                         |                                        |              |
| 13         | 岡町・下池                                           | 大池台                           |                                        |              |
| 直通       | 全バス停通過                                         | 県立大環境人間学部               | 兵庫県立大学環境人間学部の指定日に運行 |              |
| 10番のりば |                                                      |                                  |                                        |              |
| 7          | 南八代                                               | 姫路高校前                       | 平日のみ運行                           |              |
| 7          | 南八代・姫路高校前・好古学園前                       | 北山口                           |                                        |              |
| 9          | 南八代・姫路高校前・高岡神社前                       | 大池台                           |                                        |              |
| 10         | 南八代・姫路高校前・好古学園前・北山口               | 書写山ロープウェイ               |                                        |              |
| 急行       | 大手前通り・姫路城大手門前・好古園前                 | 書写山ロープウェイ               | 土日祝のみ運行                         |              |
| 11番のりば |                                                      |                                  |                                        |              |
| 高速       |                                                      | 渋谷・新宿                       | 京王バスと隔日運行                     |              |
| 高速       | 鳥取駅・鳥取大学                                     | 日ノ丸自動車の単独運行           |                                        |              |
| 高速       | 有馬温泉                                             |                                  |                                        |              |
| 高速       | 関西国際空港                                         | 南海バスと関西空港交通の共同運行 |                                        |              |
| 高速       | 大阪伊丹空港                                         |                                  |                                        |              |
| 高速       | USJ・万博会場                                        |                                  |                                        |              |
| 12番のりば |                                                      |                                  |                                        |              |
| 94         |                                                      |                                  | 降車専用                               |              |
| 高速       |                                                      |                                  | 降車専用                               |              |
| 13番のりば |                                                      |                                  |                                        |              |
| 直通       | 全バス停通過                                         | 名古山霊苑                       | 毎月8日のみ運行（4月を除く）           |              |
| 直通       | 全バス停通過                                         | 県立大工学部                     | 兵庫県立大学工学部の指定日に運行       |              |
| 直通       | 全バス停通過                                         | 姫路セントラルパーク             | 繁忙期のみ運行                         |              |
| 14番のりば |                                                      |                                  |                                        |              |
| 71         | 五軒邸・小川                                         | 小原                             |                                        |              |
| 71         | 五軒邸・小川・小原・猫尾新開                         | 社町駅                           |                                        |              |
| 71         | 五軒邸・小川・小原・猫尾新開・社町駅                 | 社（車庫前）                     |                                        |              |
| 72         | 五軒邸・小川・小原・法華山一乗寺                     | 社町駅                           |                                        |              |
| 72         | 五軒邸・小川・小原・法華山一乗寺・社町駅             | 社（車庫前）                     |                                        |              |
| 73         | 五軒邸・小川                                         | 清住                             |                                        |              |
| 74         | 五軒邸・小川                                         | 姫路セントラルパーク             |                                        |              |
| 75         | 五軒邸・野里駅前                                     | 城見台                           | 循環系統（城見台循環）                 |              |
| 15番のりば |                                                      |                                  |                                        |              |
| 23         | 京口駅前・天神前・四郷和光保育所東                   | 見野古墳群                       | 循環系統（見野循環）                   |              |
| 23         | 京口駅前・天神前・明田・四郷和光保育所東             | 見野古墳群                       | 循環系統（見野循環）                   | 平日のみ運行 |
| 24         | 京口駅前・市川台・四郷和光保育所東                   | 見野古墳群                       | 循環系統（見野循環）                   |              |
| 24         | 京口駅前・市川台・明田・四郷和光保育所東             | 見野古墳群                       | 循環系統（見野循環）                   | 平日のみ運行 |
| 24         | 京口駅前・市川台                                     | 四郷和光保育所東                 |                                        |              |
| 16番のりば |                                                      |                                  |                                        |              |
| 21         | 姫路市市民会館前・市川橋・御着・JR曽根駅             | 鹿島神社                         |                                        |              |
| 22         | 姫路市市民会館前・市川橋・御着                       | 別所駅                           | 土日祝のみ運行                         |              |
| 22         | 姫路市市民会館前・市川橋・御着                       | 夕陽ヶ丘                         | 土日祝のみ運行                         |              |
| 22         | 姫路市市民会館前・市川橋・御着・別所駅               | 夕陽ヶ丘                         |                                        |              |
| 17番のりば |                                                      |                                  |                                        |              |
| 51         | 横関・塩田                                           | 前之庄                           |                                        |              |
| 52         | 横関・杉之内                                         | 前之庄                           |                                        |              |
| 53         | 横関・サンピア姫路ゆめさき・塩田                     | 前之庄                           | 平日のみ運行                           |              |
| 53         | 横関・ヤマサ蒲鉾前・サンピア姫路ゆめさき・塩田       | 前之庄                           | 土日祝のみ運行                         |              |
| 18番のりば |                                                      |                                  |                                        |              |
| 41         | 横関・県立大工学部                                   | 荒木                             |                                        |              |
| 41         | 横関・県立大工学部・荒木                             | 古瀬畑                           | 平日のみ運行                           |              |
| 41         | 横関・県立大工学部・荒木・古瀬畑・四辻               | 山崎                             |                                        |              |
| 42         | 横関・県立大工学部・荒木                             | バーズタウン                     |                                        |              |
| 42         | 横関・県立大工学部・荒木・バーズタウン・古瀬畑・四辻 | 山崎                             | 平日のみ運行                           |              |
| 43         | 横関・県立大工学部                                   | 緑台                             |                                        |              |
| 45         | 岡町・辻井                                           | 横関                             | 土日祝のみ運行                         |              |
| 45         | 辻井・横関                                           | 県立大工学部                     |                                        |              |
| 45         | 横関・県立大工学部                                   | 書写西住宅                       |                                        |              |

### 姫路駅（南口）バスターミナル[14]
| 系統       | 途中経由地                                                           | 行先           | 備考                       |            |            |
| 21番のりば | 21番のりば                                                           | 21番のりば     | 21番のりば                 | 21番のりば | 21番のりば |
| ---------- | -------------------------------------------------------------------- | -------------- | -------------------------- | ---------- | ---------- |
| 91         | 姫路市役所前・下野田公園前                                           | 山電飾磨駅     |                            |            |            |
| 91         | 姫路市役所前・早川神社前                                             | 山電飾磨駅     |                            |            |            |
| 91         | 姫路市役所前・山電飾磨駅                                             | 姫路火力       |                            |            |            |
| 98         | 姫路市役所前・庄田                                                   | 姫路駅（南口） | 循環系統（庄田循環西回り） |            |            |
| 98         | 庄田・姫路市役所前                                                   | 姫路駅（南口） | 循環系統（庄田循環東回り） |            |            |
| 99         | 東延末・安田                                                         | 姫路市役所前   | 平日のみ運行               |            |            |
| 99         | 東延末・姫路市役所前                                                 | 姫路市役所南   | 平日のみ運行               |            |            |
| 22番のりば |                                                                      |                |                            |            |            |
| 92         | アクリエひめじ前・北原                                               | 白浜海岸       |                            |            |            |
| 92         | アクリエひめじ前・北原・白浜海岸・灘市民センター前                   | 宇佐崎南       |                            |            |            |
| 92         | アクリエひめじ前・北原・白浜の宮駅・白浜海岸・灘市民センター前       | 宇佐崎南       | 平日のみ運行               |            |            |
| 92         | アクリエひめじ前・北原・姫路まえどれ市場・白浜海岸・灘市民センター前 | 宇佐崎南       | 土日祝のみ運行             |            |            |
| 93         | アクリエひめじ前・北原・東山西・東山南口・白浜海岸                   | 姫路駅（南口） | 循環系統（東山・白浜循環） |            |            |
| 93         | アクリエひめじ前・北原・東山西・東山南口                             | 姫路駅（南口） | 循環系統（東山循環）       |            |            |
| 93         | アクリエひめじ前・北原・東山南口・山電八家駅・木場                   | 姫路駅（南口） | 循環系統（的形循環）       |            |            |
| 95         | 英賀保駅南口・はりま勝原駅・大津                                     | 下太田車庫     | 平日のみ運行               |            |            |
| 95         | 英賀保駅南口・はりま勝原駅・大津                                     | 下太田住宅     |                            |            |            |
| 96         | 英賀保駅南口・長久病院前・大津                                       | JR網干駅       | 平日のみ運行               |            |            |
| 96         | 英賀保駅南口・海田・姫路南高校・大津                                 | JR網干駅       |                            |            |            |
| 96         | 英賀保駅南口・海田・西土井・下太田住宅                               | JR網干駅       |                            |            |            |

### バスターミナル再編前（2015年3月31日まで）の発着路線
- 北1番のりば（神姫バス姫路駅バスターミナル）
  - 北1西のりば
    - 16系統　姫路・庄田循環（東回り）
    - 25系統　日出町 行き（すこやかセンター前経由便あり）
    - 23・24系統　見野古墳群～四郷和光保育所東 行き
    - 2系統　大日東口 行き
    - 22系統　別所駅～夕陽ヶ丘 行き（早朝2便は別所駅経由せず、別所駅止め便あり）
    - 21系統　鹿島神社(21)
    - 高速バス（鳥取駅〈プリンセスバード号）
    - 高速バス（神戸三田プレミアム・アウトレット行き・関西記念墓園行き）※関西記念墓園行きは不定期運行
    - 空港連絡バス（関西空港・伊丹空港）

  - 北1中央のりば
    - 45系統　県立大工学部～書写西住宅（県立大工学部止め便あり）
    - 41・42・43系統　緑台・荒木・バーズタウン・古瀬畑・山崎 行き
    - 45系統　県立大工学部 行き【直通】（休校日は運休）
    - 51・52系統　前之庄～山之内 行き
    - SPring-8 行き（急行）
    - 75系統　五軒邸～城見台 行き
    - 71・73系統　小川～小原・清住・社 行き（71系統で法華山一乗寺経由便あり）
    - 74系統　小川～姫路セントラルパーク 行き

  - 北1東のりば
    - 8系統　姫路高校前・書写ロープウェイ 行き（平日朝に好古学園前、毎日夜に北山口止め便あり）
    - 9系統　姫路高校・大池台 行き

- 北2番のりば（三井住友銀行前）
  - 3系統　平野南口～獨協大学・大寿台 行き（獨協大学・止め・休校日運休、大野経由便あり）
  - 4系統　広峰 行き
  - 5系統　獨協大学 経由 白国口～大寿台 行き
  - 64系統　花北～城見台 行き（城見台止め便あり）
  - 61・62系統　花北～北条(北条営業所) 行き
  - 81・86系統　江鮒～西光寺 行き（姫路聖マリア病院経由便あり、86:福崎駅行き便あり）
  - 82系統　マリア病院 経由 古法華 行き
  - 84系統　マリア病院 経由 福崎駅前 行き
  - 81系統　マリア病院 経由 江鮒～北条 行き

- 北3番のりば（山陽百貨店北）
  - 1系統　今宿循環
  - 40系統　上手野 行き（書写山西住宅・緑台・白鳥台3丁目経由緑台行き便あり）
  - 37系統　こども館～太市 行き
  - 31・32系統　青山～林田～山崎 行き
  - 33・34・35系統　青山～緑台・四辻～山崎・関 行き（余部駅BT乗り入れ便あり）
  - 11系統　西高～獨協・大寿台・西高 行き（獨協大学経由・止め便、大野経由便あり）
  - 12・13系統　田寺北口 行き

- 北4番のりば（大手前ビル前）
  - 17系統　循環器病センター～姫路商業高校前 行き（平日朝に県立循環器病センター経由しない便あり）
  - 27系統　思案橋 行き
  - 26系統　中地循環～総合スポーツ会館前 行き
  - 28・29系統　中地～新日鉄・中地～新日鉄病院 行き

- 北5番のりば（キャスパ前）
  - 18系統　下蒲田北口～高畑南口 行き
  - 30系統　才崎橋西詰・新日鉄病院 行き
  - 39系統　龍野 行き（青山ゴルフ場止め便あり）
  - 38系統　青山南 経由 青山ゴルフ場 行き（龍野行き便あり）

- 北6番のりば（ファミリーマート前）
  - 36系統　白鳥台 行き

## 周辺
- 姫路駅
- 山陽姫路駅
- ピオレ姫路 - 駅ビル
- コーナンPRO - 姫路駅東側高架下[15]
- 山陽百貨店 - 旧ターミナルは西別館に存在していた。
- キュエル姫路 - 旧北口ターミナル1番 - 3番のりば跡地に出来た。
- みゆき通り - 大手前通り東側に平行するアーケード街。
- 兵庫県姫路赤十字血液センター姫路駅前通出張所（姫路みゆき通献血ルーム）
- テラッソ姫路
  - アースシネマズ姫路 - シネマコンプレックス
- 播州信用金庫